# Culicoides cochisensis
Culicoides cochisensis är en tvåvingeart som beskrevs av Wirth och Blanton 1967. Culicoides cochisensis ingår i släktet Culicoides och familjen svidknott. Inga underarter finns listade i Catalogue of Life.